# Močiar
Močiar – wieś (obec) na Słowacji położona w kraju bańskobystrzyckim, w powiecie Bańska Szczawnica. Pierwsze wzmianki o miejscowości pochodzą z roku 1305. 
Według danych z dnia 31 grudnia 2012, wieś zamieszkiwało 167 osób, w tym 76 kobiet i 91 mężczyzn.
W roku 2001 pod względem narodowości i przynależności etnicznej miejscowość zamieszkiwali wyłącznie Słowacy.
W 2001 roku 97,45% mieszkańców było katolikami rzymskimi, a 2,55% nie podało swojego wyznania.